# Польская объединённая рабочая партия
Польская объединённая рабочая партия, ПОРП (пол. Polska Zjednoczona Partia Robotnicza, PZPR) — правящая партия в Польской Народной республике с 1948 по 1989.

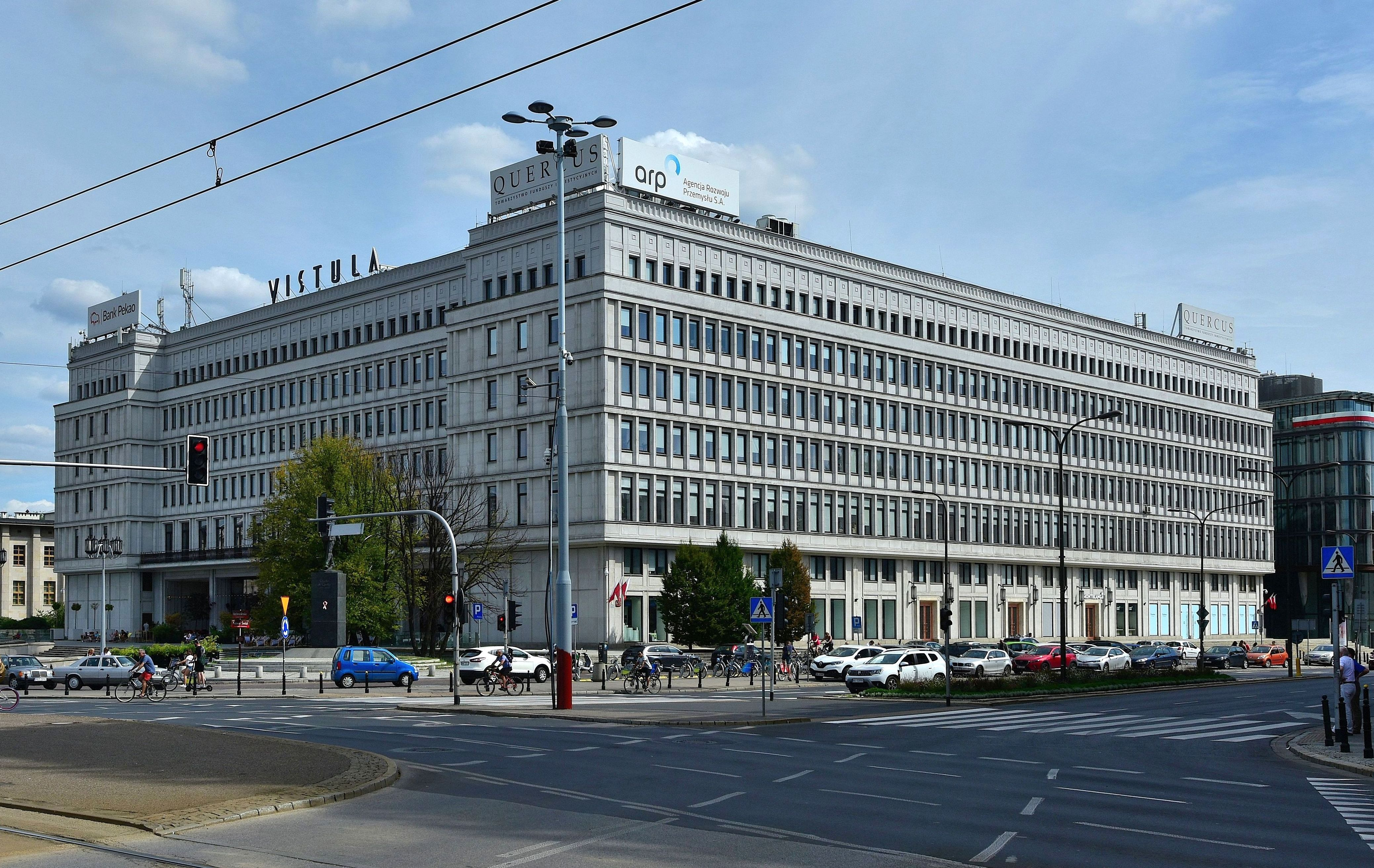
Бывшее здание Центрального комитета ПОРП, ныне офисный центр «Новый Мир» в Варшаве

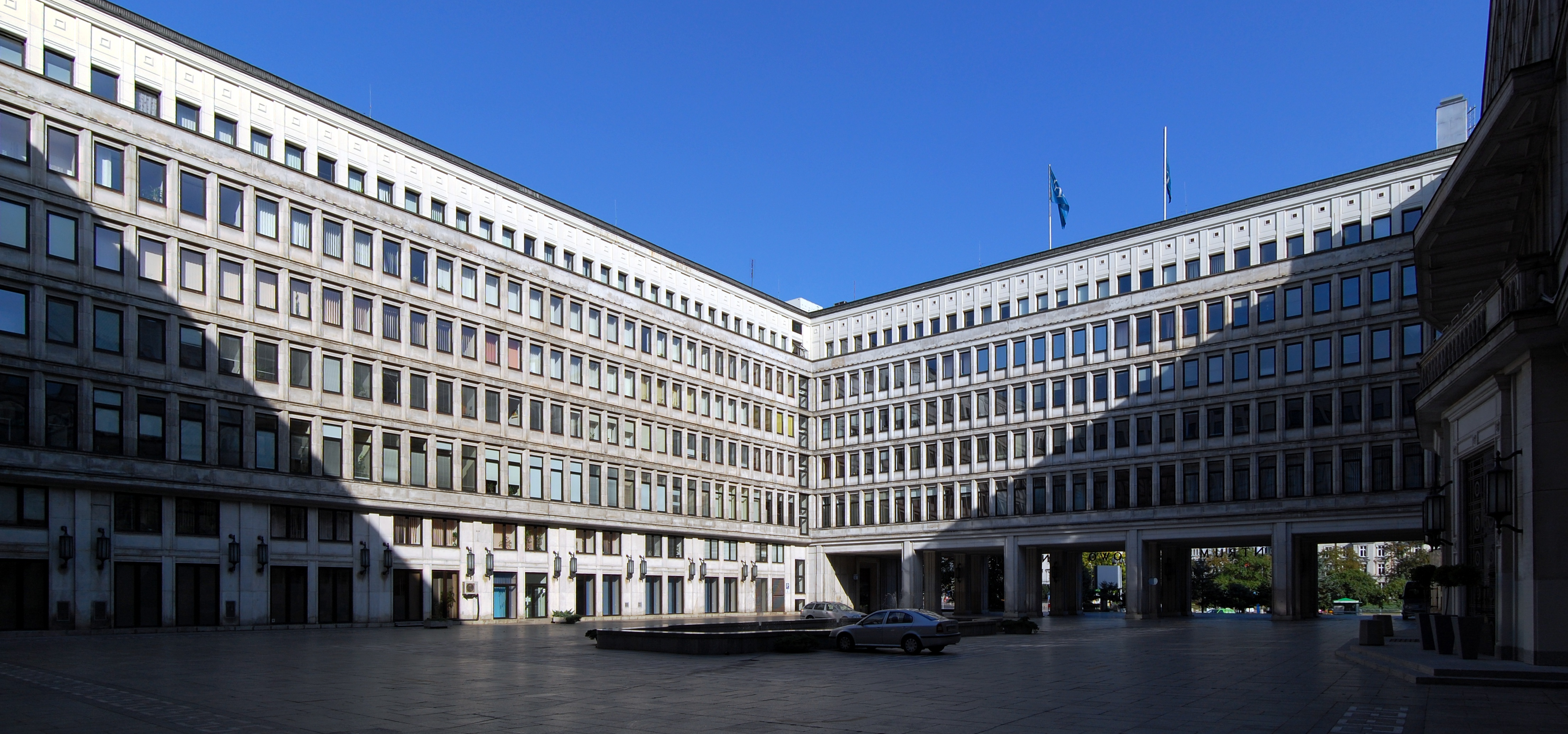
Бывшее здание Центрального комитета ПОРП, вид внутри двора

## История
Образована 15 декабря 1948 года в результате слияния Польской рабочей партии (ППР) и Польской социалистической партии. Тесно сотрудничала с КПСС. Партию возглавил Болеслав Берут.
21 октября 1956 года на VIII пленуме ЦК ПОРП первым секретарём ЦК ПОРП был избран Владислав Гомулка. 20 декабря 1970 года на пленуме ЦК он был смещён с должности по состоянию здоровья и отправлен на пенсию. На должность генерального секретаря был избран Эдвард Герек. 6 октября 1980 года он подал в отставку, генеральным секретарём был избран Станислав Каня.
В июле 1981 года IX (Чрезвычайный) съезд ПОРП принял постановления о разработке новой программы партии и «О развитии социалистической демократии и укреплении руководящей роли ПОРП в социалистическом строительстве и стабилизации общественно-экономического развития в стране». 18 октября на очередном пленуме руководство ПОРП было подвергнуто критике за отсутствие действенных мер по реализации решений IX съезда и удовлетворил просьбу С. Кани об отставке. Новым генеральным секретарём был избран Войцех Ярузельский.
29 июня — 3 июля 1986 года прошёл X съезд ПОРП, на котором были заслушаны доклад ЦК о задачах партии по социалистическому развитию страны, доклад Совета Министров ПНР о направлениях социально-экономического развития страны в 1986—1990 годы, отчёт о деятельности ЦК ПОРП, были приняты Программа партии и утверждены изменения в Устав ПОРП. В принятых документах программного характера ПОРП отказывалась в государственном строительстве от модели народной демократии.
В июне 1986 года общая численность ПОРП составляла 2 миллиона 126 тысяч членов и кандидатов в члены партии. Печатными изданиями партии являлись газета «Трибуна люду», журнал «Нове дроги» и журнал «Жиче партии».
15-16 июня 1988 года прошёл пленум ЦК по кадровым и реформаторским вопросам. Были освобождены от своих постов 6 членов руководства (противников дальнейших уступок «Солидарности»). Главой идеологической комиссии ЦК стал Мариан Ожеховский.

### Роспуск
После полусвободных парламентских выборов 1989 года, проведённых в соответствии с решениями Круглого Стола с оппозицией, Партия не лишилась власти полностью, но стало очевидно, что поддержкой и авторитетом в обществе она более не обладает.
27-30 января 1990 года состоялся XI съезд ПОРП, в котором приняли участие 1639 делегатов. На данном съезде было принято решение о самороспуске партии.

### Преемники
Правопреемницей ПОРП стала партия «Социал-демократия республики Польша», которая взяла идеалы социал-демократии. 15 апреля 1999 года, преобразована в партию Союз демократических левых сил.
В июле 2002 года создана Коммунистическая партия Польши.

## Организационная структура
ПОРП состояла из воеводских организаций (organizacje wojewódzkie) в каждом из воеводств, воеводские организации из повятовых организаций (organizacje powiatowe) в каждом из повятов, повятовые организации из первичных партийных организаций (podstawowe organizacje partyjne), которые могли быть производственными (zakładowe) на предприятиях, сельские (wiejskie) в сёлах, территориальные (terenowe) в городах и оседле. Молодёжная организация — «Союз польской молодёжи» (1948—1956), «Союз социалистической молодёжи» (1957—1976), «Союз социалистической польской молодёжи» (с 1976), детская «Польская харцерская организация»
Высший орган ПОРП — съезд (Zjazd), между съездами — Центральный комитет (Komitet Centralny), между заседаниями Центрального комитета — Политическое бюро Центрального комитета (Biuro Polityczne Komitetu Centralnego), исполнительный орган — Секретариат Центрального комитета (Sekretariat Komitetu Centralnego), высшие органы воеводских организаций — воеводские конференции (konferencja wojewódzka), между воеводскими конференциями — воеводские комитеты (komitet wojewódzki), высшие органы повятовых организаций — повятовые конференции (konferencja powiatowa), между повятовыми конференциями — повятовые комитеты (komitet powiatowy), высший орган первичной организации — общее собрание (ogólne zebranie), между общими собраниями — производственные комитеты (komitet zakładowy), городские комитеты (komitet miejski), громадские комитеты (komitet gromadzki).

## Съезды ПОРП
- 1-й Учредительный — 15—22 декабря 1948
- 2-й — 10—17 марта 1954
- 3-й — 10—19 марта 1959
- 4-й — 15—20 июня 1964
- 5-й — 11—16 ноября 1968
- 6-й — 6—11 декабря 1971
- 7-й — 8—12 декабря 1975
- 8-й — 11—15 февраля 1980
- 9-й Чрезвычайный — 14—20 июля 1981
- 10-й — 29 июня — 3 июля 1986
- 11-й — 27—30 января 1990

## Первые секретари Центрального Комитета ПОРП
- Болеслав Берут (Bolesław Bierut), декабрь 1948 — март 1956 (в 1948—1954 — Председатель Центрального Комитета ПОРП)
- Эдвард Охаб (Edward Ochab), март — октябрь 1956
- Владислав Гомулка (Władysław Gomułka), октябрь 1956 —декабрь 1970
- Эдвард Герек (Edward Gierek), декабрь 1970 — сентябрь1980
- Станислав Каня (Stanisław Kania), 1980—1981
- Войцех Ярузельский (Wojciech Jaruzelski), 18 октября 1981 — июль 1989
- Мечислав Раковский (Mieczysław Rakowski), 1989—1990

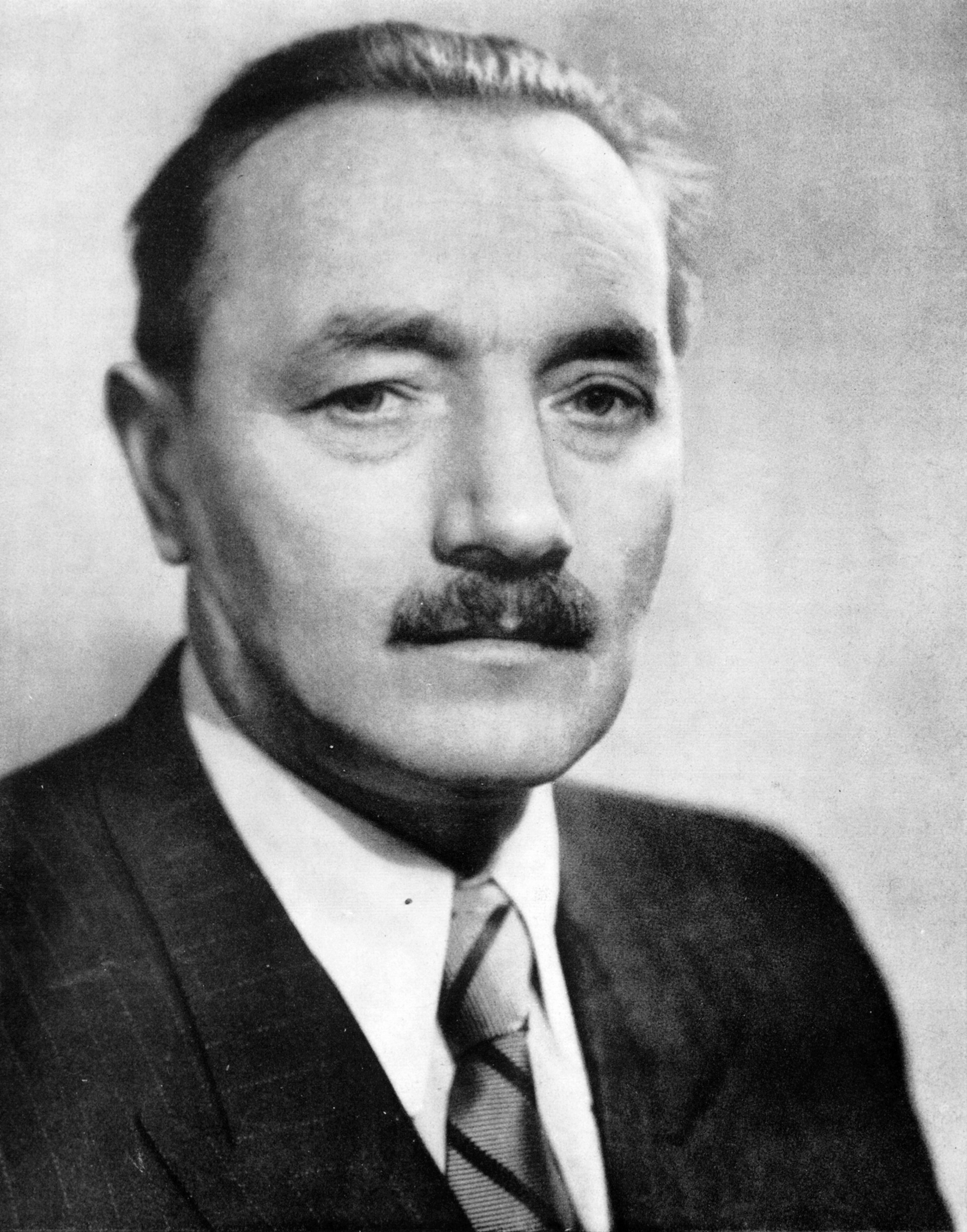
Б. Берут
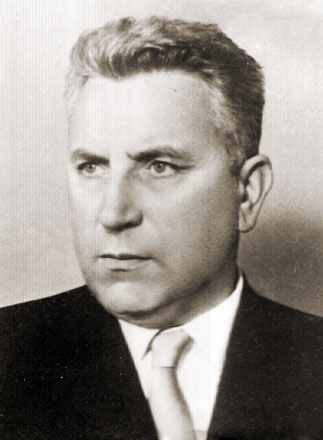
Э. Охаб
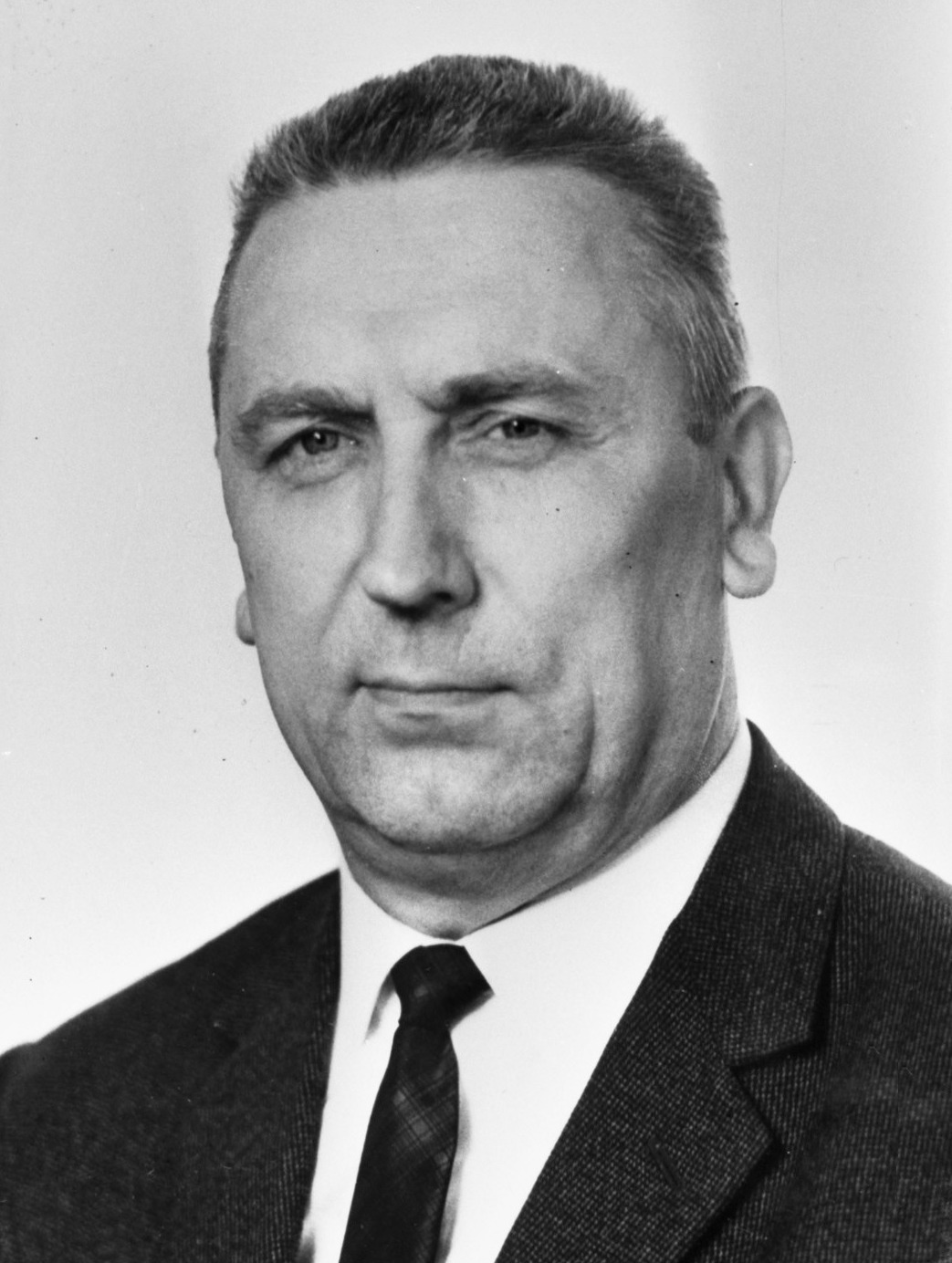
Э. Герек
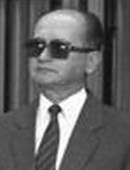
В. Ярузельский